# 弗里蒙特 (密蘇里州)
弗里蒙特（英語：Fremont）是位於美國密蘇里州卡特縣的普查規定居民點。

## 歷史
弗里蒙特的郵局自1907年營運至今。

## 人口
根據2020年美國人口普查的數據，弗里蒙特的面積為0.51平方千米，皆為陸地。當地共有人口43人，而人口密度為每平方千米84.31人。